# So Big (1953)
So Big (bra: Meu Filho, Minha Vida) é um filme estadunidense de 1953, dos gêneros faroeste e drama, dirigido por Robert Wise, estrelado por Jane Wyman, e coestrelado por Sterling Hayden e Nancy Olson. O roteiro de John Twist foi baseado no romance homônimo de 1924, de Edna Ferber, que ganhou o Prêmio Pulitzer pela história em 1925.
O filme foi a terceira adaptação cinematográfica do romance de Ferber. O primeiro foi um filme mudo homônimo de 1924, estrelado por Colleen Moore. A refilmagem de 1932 foi estrelada por Barbara Stanwyck. A história também foi transformada em um curta em 1930, com Helen Jerome Eddy.

## Sinopse
Após a morte de seu pai e a perda de sua fortuna, Selina Peake (Jane Wyman) consegue um emprego como professora na colônia holandesa de High Prairie. Lá, ela conhece e se apaixona pelo humilde fazendeiro Pervus DeJong (Sterling Hayden), e juntos, têm um filho chamado Dirk "So Big" DeJong (Tommy Rettig). A felicidade de Selina dura pouco, ao ficar viúva. Com muita coragem e garra, ela cria o menino que, já adulto, torna-se um arquiteto. Seguindo o exemplo da mãe, Dirk (Steve Forrest) se dedica ao trabalho, sempre priorizando a realização profissional em detrimento do dinheiro. Tudo começa a desandar quando Dirk conhece Dallas O'Mara (Nancy Olson) e se apaixona pela moça, que o rejeita pela sua falta de ambição.

## Elenco
- Jane Wyman como Selina Peake DeJong
- Sterling Hayden como Pervus DeJong
- Nancy Olson como Dallas O'Mara
- Steve Forrest como Dirk "So Big" DeJong (adulto)
  - Tommy Rettig como Dirk (jovem)
- Elisabeth Fraser como Julie Hempel
- Martha Hyer como Paula Hempel
- Walter Coy como Roelf Pool (adulto)
  - Richard Beymer como Roelf (jovem)
- Roland Winters como Klaas Pool
- Jacques Aubuchon como August Hempel
- Ruth Swanson como Maartje Pool
- Dorothy Christy como Viúva Paarlenberg
- Oliver Blake como Adam Ooms
- Lily Kemble Cooper como Srta. Fister

## Marketing
A Warner Bros. promoveu o filme de forma provocativa e escandalosamente em sua publicidade, associando inclusive seu título com a masculinidade de Pervus através de uma foto de Sterling Hayden segurando os ombros de Jane Wyman enquanto ela olha para ele, com a legenda: "Ele ficou lá tão grande. O amor tinha chegado, intenso, sem vergonha. Ela estava pronta para esquecer que havia sido uma dama".
Em 27 de outubro de 1953, a Warner Bros. também fez uma estreia "transportada" do filme no Hollywood Paramount Theatre. Fiel ao seu nome, pelo menos 23 das carruagens puxadas pelos cavalos mais extravagantes da Costa Oeste transportaram as estrelas para o cinema ao longo da Hollywood Boulevard para publicidade.
O estúdio também forneceu exibições comerciais do filme na quarta-feira, 30 de setembro de 1953, cerca de um mês antes de seu lançamento oficial. Algumas cidades que exibiram o filme foram Boston, Chicago, Des Moines, Detroit, Indianápolis, Kansas City, Milwaukee, Minneapolis, New Haven, Omaha, Filadélfia, Pittsburgh, St. Louis e Washington.

## Recepção
Bosley Crowther, em sua crítica para o jornal The New York Times, escreveu: 
"Apesar da história ser 'datada', oferece um tema muito familiar, e a presente produção está carregada de algumas falhas típicas de Hollywood ... ainda há muita substância sólida nesta última releitura do conto ... Para a melhor parte do filme, somos em grande parte gratos a Jane Wyman ... notavelmente forte e eficaz em cada pedacinho direto que ela faz. Desde sua primeira aparição ... até sua última cena comovente ... ela é humilde, contida e segura ... Onde o filme decai é naquelas fases em que o filho adulto vai para Chicago e se infecta com falsas noções de uma carreira de sucesso. Aqui a adaptação de John Twist e a direção do Sr. Wise são incertas, e a atuação de todos tem uma qualidade ilusória e artificial ... Como consequência de sua tangente descendente em direção ao final, o filme todo perde força. A pungência da decepção da mãe com seu filho amado dá errado. Mesmo assim, a atuação da Srta. Wyman se mantém até o final, e o personagem que ela define ao longo da primeira parte se mantém firme em meio ao fluxo de lágrimas de glicerina".
A revista Radio Times classificou o filme com 3/5 estrelas e comentou: "O conto é um pouco antiquado para os gostos de hoje, mas sob o habilidoso editor e diretor Robert Wise, o brilho da Warner Bros. não é muito intrusivo, e há performances bem apreciadas do grande Sterling Hayden e da amável Nancy Olson no elenco de apoio".
A TV Guide avaliou o filme com 3/4 estrelas e acrescentou: "Uma boa produção, mas um pouco inflada, So Big comete o mesmo erro que o filme de 1932, pois enche um quarto de século e muitos personagens em pouco tempo".
De acordo com a Sra. Dean Gray Edwards, presidente da divisão da General Federation of Women's Clubs (GFWC), as moças estavam "encantadas com a esplêndida filmagem do romance de Edna Ferber. Várias mulheres disseram que nunca tinham visto um filme melhor e que este é um tipo de produção muito necessária hoje". O Independent Exhibitors Film Bulletin afirmou que garantiria uma audiência pré-vendida com todos os tipos de filmes feministas para grupos de mulheres.
Em 3 de outubro de 1953, o jornal Harrison's Reports escreveu: "Apesar de sua extensão, esta refilmagem do romance premiado de Edna Ferber é apenas um drama justo ... O problema com esta terceira versão é que ela não tem unidade de enredo – ela vagueia por toda a parte e está repleta de detalhes que, na maioria das vezes, são cansativos. Outro inconveniente é o fato de que o espectador sente simpatia pelos personagens masculinos na primeira metade do filme, mas encontra dificuldade em transferir seus afetos por eles na segunda metade, onde são mostrados como homens crescidos. Ainda outra fraqueza é o fato de que o plano de fundo da fazenda na primeira metade do filme é monótono e sombrio. Nenhuma falha pode ser encontrada na atuação de Jane Wyman: ela sempre pode ser confiável para fazer sua parte corretamente. Há algum interesse humano aqui e ali, e alguma comédia leve, mas com um roteiro melhor o filme poderia ter sido um drama poderoso. A fotografia em preto e branco é justa".
Em 5 de outubro de 1953, o Independent Exhibitors Film Bulletin classificou o filme como "bom", com 3/4 estrelas. A manchete da crítica dizia: "Nova versão da filmagem do romance de Edna Ferber é bem-formada. O desempenho de Wyman se compara ao seu papel em Johnny Belinda. Forte apelo feminino. Bela atração familiar construída no boca-a-boca". A crítica afirma que "o sucesso das duas versões anteriore do romance de Ferber, além do nome de Jane Wyman e o formidável boca-a-boca, fazem So Big uma boa aposta. O excelente desempenho de Wyman combina com as interpretações de Blue Veil e Johnny Belinda, e faz uma oferta para a indicação ao Oscar ... Os papéis são excelentemente retratados, o interesse mantido por toda parte, o que não é tarefa fácil em contos episódicos desse tipo. Muitos ângulos e incidentes infalíveis para olhos que gostam de lacrimejar, e trazem um brilho quente. Pontos familiares vão prosperar com isso".

## Adaptações para a rádio
Em 29 de dezembro de 1947, o filme foi apresentado em uma adaptação de uma hora no Studio One, com Joan Blondell estrelando. O filme foi apresentado novamente na transmissão de 21 de setembro de 1954 do Lux Radio Theatre, com Ida Lupino e Robert Stack nos papéis principais.

## Prêmios e indicações
| Ano  | Cerimônia     | Categoria             | Indicado      | Resultado | Ref.   |
| ---- | ------------- | --------------------- | ------------- | --------- | ------ |
| 1954 | Globo de Ouro | Melhor ator revelação | Steve Forrest | Venceu    | [ 18 ] |

## Mídia doméstica
Não há registro de que uma versão em VHS do filme tenha sido lançada. Embora estivessem previstas para ser distribuídas, as cópias do filme desapareceram misteriosamente. Em 2019, o filme foi lançado em DVD, na Austrália.